# Örgön
Le sum d'Örgön (mongol : ᠳᠥᠷᠭᠦᠨ
ᠰᠤᠮᠤ, cyrillique : Өргөн сум, MNS : Örgön sum) est situé dans l'aïmag (ligue) de Dornogovi, en Mongolie. Sa population était de 1 816 habitants en 2009.